# 철도 차량

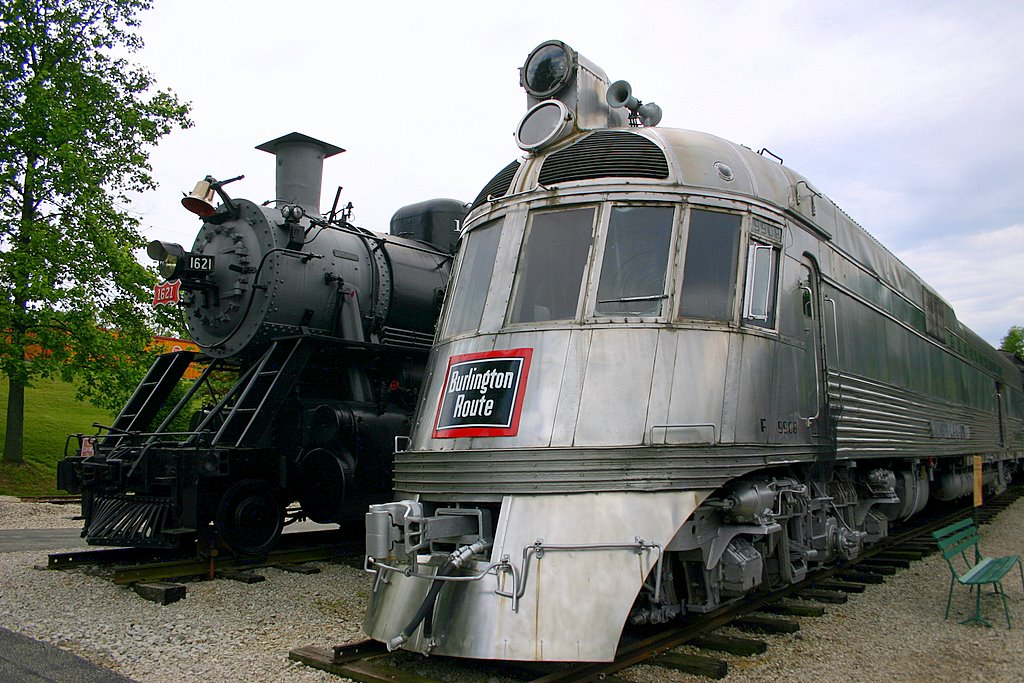

철도 차량(鐵道車輛)은 철도의 선로(線路) 위를 운행할 목적으로 제조된 동력차·객차·화차 및 특수차 등을 말한다.

## 정의
철도 차량의 정의는 여러 법령에 의해서 규정되고 있으나, 대개의 정의는 선로 위를 운행할 목적으로 제조된 차량 전반을 칭한다. 따라서, 동력이 부가된 차량이나 그렇지 않은 차량을 막론하며, 화물, 여객 등 수익을 위한 것인지의 여부 역시 막론한다. 아울러, 사업용으로 사용되는 각종 차량, 즉, 제설차, 궤도시험차, 전기시험차, 사고구원차 등에 대해서도 철도 차량의 범주에 포함한다. 철도 차량은 따라서 여러 규제를 받는데, 크게 철도 차량에 대한 안전기준에 의한 것과, 철도 차량의 운전 규칙에 의한 것으로 크게 나누어 볼 수 있다.

## 종류
철도 차량의 종류는 크게 동력차, 객차, 화차, 특수차로 구분된다.
| 동력차는 동력에 의하여 선로를 이동하는 것을 목적으로 제작된 기관차 동차(제어차를 포함한다)를 말한다. - 기관차 - 증기 기관차 - 디젤 기관차 - 전기 기관차 - 전동차 - 디젤 동차 객차는 여객, 수화물 및 우편물을 운송할 수 있는 구조로 제작된 철도 차량을 말한다. - 객차 - 소화물차 - 우편차 | 화차는 화물을 운송할 수 있는 구조로 제작된 철도 차량을 말한다. - 유개차 - 무개차 - 조차 - 평판차 - 차장차 특수차는 특수 사용을 목적으로 제작된 사고복구용차, 작업차, 시험차 등으로서 동력차와 객차 및 화차에 속하지 않는 철도 차량을 말한다. 비영업차라고도 호칭된다. - 기중기 - 메르세데스-벤츠 유니목 - 기타 시설점검용 장비류 |

## 구성요소

### 구조
철도 차량에서 구조는 다음의 요소들을 의미한다. 이들 구조는 철도 차량의 전체 시스템이 충족하거나 준수해야 할 요건들을 의미한다.
- 차량한계
- 총중량
- 축중 및 중량 분포
- 최소곡선구간의 통과
- 표기사항
- 주행안전기준
- 충돌안전기준

### 차체
차체는 주행장치(Bogie)에 의하여 지지되며 여객 등이 탑승하거나 화물 및 운전용기기 등을 적재하는 철도 차량 부분의 총칭을 말한다. 차체는 다시 구조체와 그 외의 부분으로 구분된다.
- 구조체 : 하중을 감당할 수 있도록 만들어진 주요 부분을 의미한다.
  - 차체프레임
  - 측면구조틀
  - 지붕구조
- 들어올림 장치 : 차량 또는 차체를 들어올리기 위한 받침대 또는 고리 등의 장치.
- 운전실
- 여객용 출입문
- 철도 차량간 통로문 및 연결통로
- 창문
- 실내 설비
  - 의자 및 선반
  - 객실 냉난방장치
  - 비상조명등

### 주행 장치
주행 장치는 차량의 주행을 위해 여러 요소를 조합한 것이다. 대개 대차(Bogie)라 부르는 일련의 구조를 이루고 있으나, 철도 차량의 설계에 따라서는 대차 없이 직접 차축 등의 요소가 차체에 취부된, 대차구조를 취하지 않는 것도 존재한다. 주행 장치는 다음의 요소들로 이루어진다.
- 윤축 : 차륜과 차축의 결합체를 의미한다.
  - 차륜
  - 차축
- 축상 조립 장치 : 흔히 저널박스 등으로 부른다.
- 현가 장치 : 흔히 서스펜션 등으로 부른다.
- 차체 지지 장치 : 견인장치 등으로 부르며, 주행장치와 차체를 연결하는 장치를 의미한다.
- 제동 장치
- 연결기

주행 장치는 또한 차량의 속도에 맞는 내구성을 가질 수 있도록 설계되어야 하며, 또한 접지, 고정축거 및 기타 여러 제한사항을 준수하여야 한다.

### 추진 및 보조 전원 장치
추진 및 보조 전원 장치는 철도 차량, 특히 동력차에서 동력을 공급하는 각종 장치류를 의미한다. 전기, 내연, 증기 등의 동력원을 포함한 제반 장치들이다.
- 집전장치
- 인버터 및 컨버터
- 견인 전동기
- 내연 기관
- 증기 기관
- 신호 설비 및 CTC

## 철도 차량의 내구 연한
대한민국은 해외와 달리 철도 차량을 내구 연한을 초과하여 사용할 수 없도록 법으로 통제되어 있고, 이는 관련 법인 철도안전법 제37조(철도 차량의 사용내구연한)에 의거한다. 내구 연한을 초과하여 사용하기 위해서는 국토교통부 장관이 실시하는 정밀진단을 받아 안전운행에 적합하다고 인정되어야만 하지만, 그 기준이 엄격하여 차량의 연장 사용이 지극히 어려워 차량을 일괄 폐차해야 하는 등의 난맥상이 지적되고 있다.
내구 연한이 도래한 차량은 대개 파쇄되어 고철로 처분되거나, 또는 형태를 온전히 보존한 채로 주행기능을 제거한 채 민간에 염가 불하하기도 한다. 내구 연한이 도래한 차량은 차량으로서 재사용을 하지 않는 것이 원칙이었으나, 해외에서는 더 오랜 기간 사용하는 예가 많아 이런 운영은 자원 낭비라는 지적이 제기된 바 있으며, 이에 따라 부산교통공사에서는 이러한 내구연한 규정의 폐지를 주장하고 있다.
한편 내구 연한이 초과한 차량들 중 잔여수명이 남은 차량의 경우, 차량 조달에 어려움을 겪는 개발도상국에 유상 또는 무상원조의 형식으로 제공되기도 한다. 한국에서는 최근 서울메트로(현 서울교통공사)가 내구연한이 도래한 차량을 베트남에 수출하기로 양해각서를 체결한 바 있다.
한국의 법령에 의해 지정된 철도차량 종류별 내구 연한은 다음 표와 같았었다. 현재는 법령 개정으로 인하여 명목상의 내구연한은 폐지되어있는 상태이다.
| 종류          | 사용 내구 연한                             |
| ------------- | ------------------------------------------ |
| 고속철도 차량 | 30년(단, 일본고속철도 신칸센의 경우, 15년) |
| 일반철도 차량 | 30년                                       |
| 디젤 기관차   | 25년(재생시 연장가능 최대 30년~40년)       |
| 전기 기관차   | 30년~40년                                  |
| 디젤 동차     | 20년~25년                                  |
| 전기 동차     | 25년(내구연한 연장시 최대 30년~40년)       |
| 객차          | 25년~30년                                  |
| 화차          | 30년 단, 화학물 수송용 조차는 25년         |
| 특수차        | 철도 차량 제작당시 정한 기준               |

## 생산에서 폐차 해체까지

### 기획
철도 차량의 신규 제조를 위한 기획은 신규 노선 개업, 열차 증발, 전철화 및 고속화 등의 수송 개선에 수반한 대체, 노후 차량 교체 등의 이유로 이루어진다. 철도 차량은 자동차에 비해 수명이 길고 30년에서 40년 정도 사용하는 일도 드물지 않기 때문에 장기적인 계획에 따라 새로운 제조 계획이 세워진다.
필요한 차량 수는 투입을 예정하고 있는 노선 열차 운행 시간표와 기존 차량의 폐차 진행 예정을 검토하면서 결정된다. 철도 차량 제조사의 생산 능력은 한정되어 있기 때문에 한 번에 대량 생산할 수 없으며 여러 해 동안 지속적으로 발주가 이루어지는 것이 일반적이다. 단기간에 대량으로 생산하면 제조 단가를 낮출 수 있지만, 그 차량의 갱신 시기가 한꺼번에 몰리는 문제도 있다.
어떤 차량을 제조할 것인가는 해당 차량의 용도, 수송 개선의 필요성, 철도 회사의 이미지 제고, 경영 합리화 등 다양한 요소를 고려하여 결정된다. 특급 열차용 같은 간판 차량은 성능과 함께 이미지 제고 요소에 주의를 기울이고, 통근 열차용 차량은 비용 절감에 중점을 둔다. 특수 설계 차량을 일부 도입하는 것은 새로 제조·유지 보수의 비용 측면에서 바람직하지 않고 동일한 디자인의 차량을 어느 정도 모아서 한번에 설치할 수 있도록 고려할 필요가 있다. 비용 절감을 더욱 적극적으로 추진하기 위해 철도 회사와 제조사를 넘어 가능한 한 공통화한 디자인을 도입하여 표준화·규격화하려는 움직임도 있다.

### 설계
어떤 차량을 새로 제조할 지에 대한 방침이 결정되면 구체적인 설계가 이루어진다. 누가 설계를 실시하는가는 국가와 철도 사업자에 따라, 또 시대에 따라 다르다.
철도가 시작된 초기에는 차량 제조사 및 철도 사업자가 아직 분화되지 않아서 철도 사업자 자체가 신제조 차량의 설계를 실시하고 내부의 공장에서 제작했다. 특히, 영국 철도는 내부의 공장에서 설계부터 제조까지 한번에 시행하는 것이 주류였다.
 철도 사업자 내부에서 설계·제조를 담당하는 최고 책임자는 많은 사업자들이 기사장(Chief Mechanical Engineer) 또는 기관차(기차)감찰방(총감독)(Locomotive Superintendant)이라고 하며, 기사장이 책임을 지고 기관차의 설계 및 제작을 감독했다.
한편, 철도 회사와는 독립적인 철도 차량 제조사도 존재한다. 이 경우 설계를 실시하는 것은 철도 차량 제조사인 경우와 철도 사업자인 경우가 있다. 일본이나 독일 등에서는 철도 사업자가 차량 제조사와 공동으로 설계를 실시하고 발주하여, 소수의 형식을 대량 생산하는 형태를 채용해왔다. 미국의 경우 증기 기관차 시대에는 철도 회사가 설계한 것을 차량 제조사에 발주하여 제조하고 있었지만, 디젤 기관차 시대가 되면서 제조사가 설계 한 라인업에서 선택하는 형태가 되었다. 영국이나 프랑스 등에서는 디젤 기관차 시대가 되면 제조사가 설계한 물건을 구입해왔기 때문에, 많은 형식을 볼 수 있게 되었다.
이미 생산된 차량의 마이너 체인지 정도면 비교적 빨리 설계에서 제조에 이를 수 있다. 완전히 새로운 형식을 처음부터 설계하는 경우에는 1년 반 정도의 설계 및 시작 기간을 보낸 후, 1년 정도 시작 차량의 시운전을 하여 문제점을 파악하고, 1년 정도를 들여 수정 설계 및 양산화하는 일정이 일반적이다. 기관차의 경우 한 형식당 2,000 장이 넘는 도면이 만들어진다.

### 제조
철도 차량은 복잡하게 구성되어 있기 때문에 차량의 모든 부품을 제조사에서 직접 제조하는 것이 아니라 많은 부품을 제조사에서 구입하여 설치한다. 때로는 폐차·해체된 차량에서 제거된 부품을 전용할 수도 있으며, 그러한 차량에서 회수된 부품을 '폐차 발생품'이라고 부른다. 차량 가격의 절반 가량이 부품 구입비이다.
철도 차량 제작에 걸리는 시간은 차종에 따라 다르며, 설계가 완료된 후 기관차는 8개월 정도, 전철·기동차는 6개월 정도, 철도 차량은 3달 정도가 걸린다. 철도 차량 제조는 자동차와 같이 똑같은 차량을 양산하는 것은 아니고, 여러 가지 사양이 다른 차량을 나눠 만드는 다품종 소량 생산을 특징으로 하고 있다. 또한 미국의 디젤 기관차 같은 예를 제외하면 기본적으로 주문 생산이다. 이러한 경우도 있어 제조에 관한 작업의 자동화는 쉽지 않고, 조립 공정의 대부분은 오늘날에도 노동 집약적인 작업으로 남아 있다.
많은 국가에서 철도 사업자 및 차량 제조사·부품 제조사는 강한 관련이 있고 기술 개발과 피드백 등 협력 관계에 있다. 국내 산업 보호를 위해 국외의 차량 제조사에 발주할 때에도 국내에서 최종 조립을 요구하거나, 부품의 구입을 의무화하기도 한다.

### 수송
완성한 철도 차량은 제조 업체의 공장에서 실제로 사용되는 장소(기초가 되는 차량 기지)에서 차량 수송을 실시한다. 차량은 바퀴가 달려 있는 것도 있으며, 선로가 연결되어 있으면 기관차 견인하여 수송할 수 있다. 그 외에, 선로를 자력으로 주행해 가는 사례도 있으면 트레일러나 선박 등의 교통도 실시된다. 항공 수송 사례도 있다.

### 시운전 및 훈련
투입되는 노선에 도착한 새 차량은 철저한 검사 및 시운전이 실시된다. 최근의 차량에서는 인버터 등의 기기에서 나오는 전자파에 의해 다른 장치가 유도 장해를 일으킬 수 있으므로, 차재 기기 및 선로 옆 장비의 상호 운용성을 신중하게 확인한다.
동시에 그 노선을 담당하고 있는 기관사와 차장을 비롯한 승무원의 신형 차량에 대한 훈련도 진행된다.

### 운영
시운전 및 훈련을 완료하여 사용이 가능해진 철도 차량은 운용에 투입되는 것으로 실제 영업 운전에서의 사용이 시작된다.
철도 운행 계획에서는 차량 운영의 형태로 차량의 사용 계획을 세울 수 있다. "A 역에서 C 역까지 운행한 후 돌아 B 역까지 달린다'는 계획을 세울 수 있으며, 그러한 계획에 대해 실제 어느 편성을 충당할지가 정해져 있다. 차량이 하루에 주행하는 거리는 전기 기관차가 약 400 km, 전철이나 디젤 동차 약 500 km, 신칸센 같은 고속 철도로 약 1,200 km가 된다.
운용에 종사하고 있는 동안, 철도 차량은 정기적으로 검사를 받게 된다. 초기에는 노후화의 진행을 주시하여 수리가 필요할 때 교환하는 방식이었지만, 결과적으로 고장이 나서 교환하는 경우도 많아, 사후 관리 방식이 되었다. 그러한 경험을 쌓아 노후화를 예측하고 정기적으로 검사를 하는 방식이 채용되었으며 예방 보수 방식으로 되어 왔다. 부품마다 노후화의 진행 정도와 손상된 경우의 중요성 등을 평가해 검사 주기를 정하여 실시하고 있다. 유지 보수 비용은 철도의 비용에서 차지하는 비중이 높기 때문에 부품의 신뢰성이 향상됨에 따라 검사 주기를 길게 하는 검사 회귀 연신이 실시되고 비용 절감 효과를 높이고 있다.
어떤 차량이 검사에 들어가 있는 동안, 대신 운용에 들어갈 차량으로 예비 차량이 준비되어 있다. 검사의 대주자뿐만 아니라 사고나 고장이 발생해 급히 수리에 들어간 차량의 대주자와 임시 열차의 운행에도 사용된다.

### 전속
큰 철도 사업자로서 여러 노선·차량 기지를 보유하고 있을 때에는, 노선·차량 기지 사이에 차량의 전속이 일어날 수 있다. 또한 사업자를 넘어 중고 차량으로 양도될 수 있다. 이러한 경우에는 알맞게 개조가 수행될 수 있다.

### 개조
철도 차량을 사용하는 동안 다양한 개조가 이루어질 수 있다. 부식된 부품의 교환, 외장의 리폼 및 장비 기기류 교체, 중간차를 선두차로, 혹은 그 반대로 하는 개조 등이 있다. 내장의 업그레이드에 관해서는 어카머데이션(accommodation, 접객 시설이라는 뜻) 개선이라고 한다. 대차나 대틀을 유용하여 새로운 차체를 새로 만든 것도 있으며, 차체 업그레이드라고 한다.

### 폐차 해체
철도 차량의 수명은 차종에 따라 제각각이지만, 사고와 재해 등으로 사용할 수 없게 되는 경우를 제외하면 대체로 재래선이 차량 20-30년 정도, 고속 운전을 할 신칸센 차량은 수 십 년 정도이다.
철도 차량의 등록에서 삭제(차적에서 지우는 것)까지를 폐차라고 한다.
차량의 수명을 결정하는 요소는 물리적 수명, 경제적 수명, 진부적인 수명 3가지가 있다. 물리적 수명은 차량을 구성하는 핵심 부품이 물리적으로 수용할 수 없게 되는 한계를 의미하며, 주로 대틀과 구체의 수명에 의해 결정된다. 경제적 수명은 노후화에 따라 고장이 증가해 수리비가 증가하고 신형 차량으로 교체하는 것이 저렴해지는 연수를 가리킨다. 진부적 수명은 시대의 변화와 보다 신형인 차량을 투입하는 등 더 오래된 차량이 시대에 뒤쳐지게 되는 수명을 가리킨다. 최근에는 진부적인 수명에 의한 내용연수의 결정이 중요하다.
폐차된 차량은 종종 해체 처분된다. 해체 처분은 주요 장치를 분리하여 구체를 녹여 절단해 나가는 방법과 중장비 등으로 때려 부숴 해체하는 방법이 있다. 1990년대 이후로는 차체 등의 금속을 재활용하여 신형 차량에 사용한 예도 있으며, 또한 차량 폐차 후 재활용 비율을 높일 수 있도록 설계하는 차량도 있는 등, 해체 후 활용법까지 생각한 근거 지침도 늘어나고 있다.
일부 가치가 인정된 차량은 보존 철도로 '동태 보존'을 수행하거나 공원과 박물관, 차량 기지 등으로 '정태 보존'이 이루어지기도 한다.
대한민국에서는 주로 개인이 아닌 박물관에서 보존한다.

## 주요 자격증
| - 철도차량정비기능장 - 철도차량기술사 - 철도차량기사 - 철도차량산업기사 | - 철도동력차기관정비산업기사 - 철도동력차전기정비산업기사 - 철도차량운전면허 |

## 사진

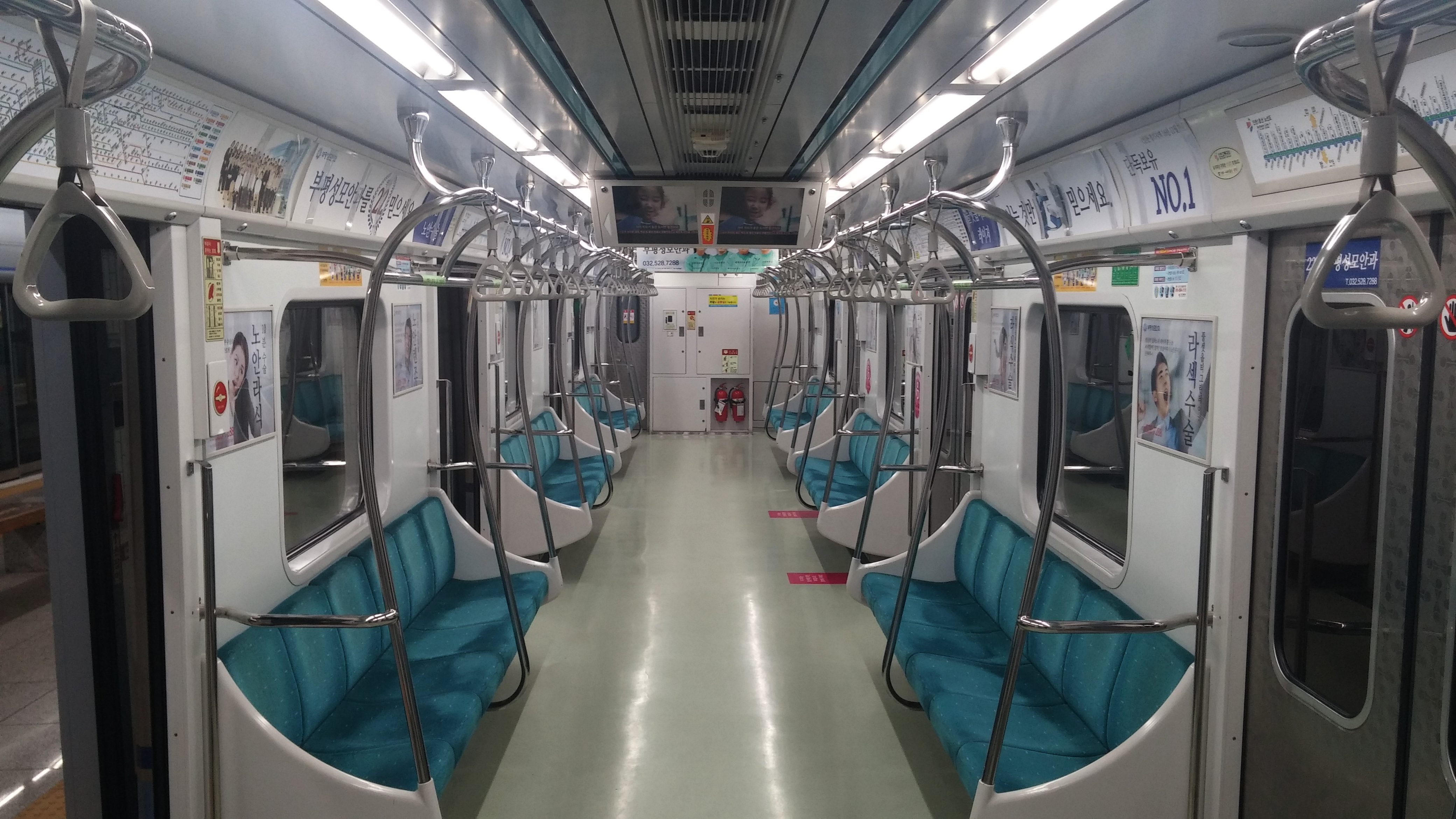
1127호 차량 실내 1
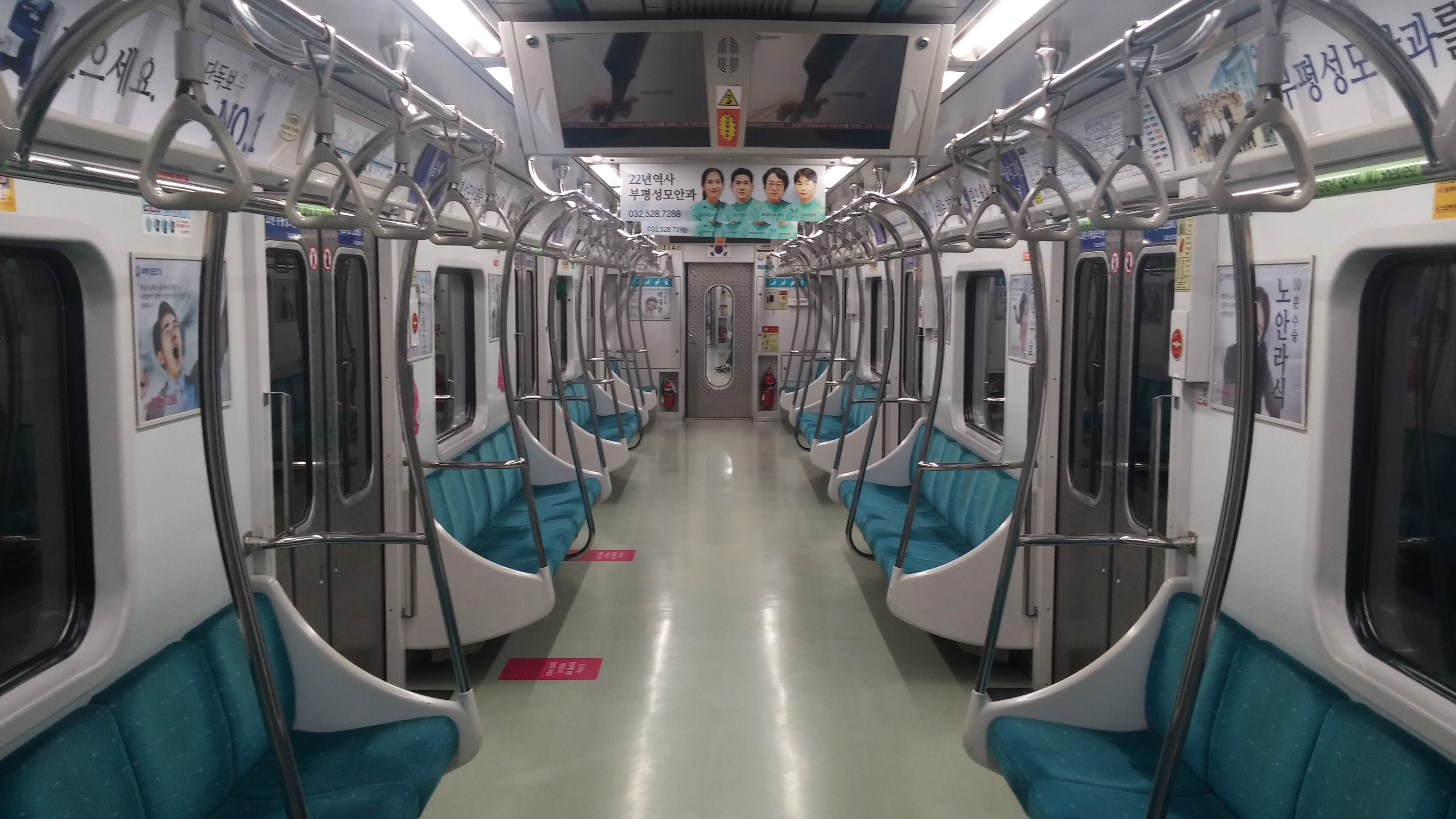
1127호 차량 실내 2
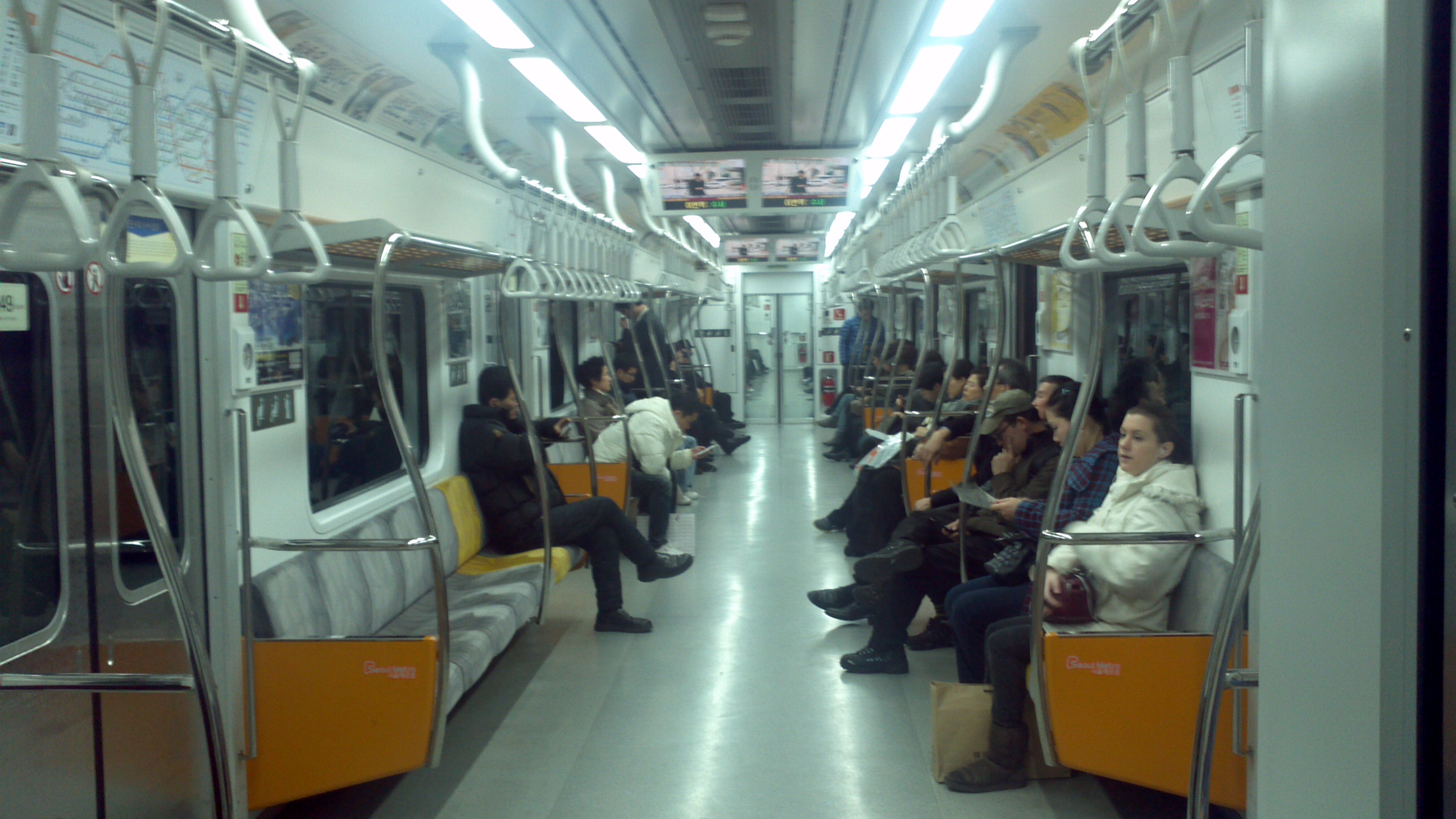
349편성 차량 실내 1
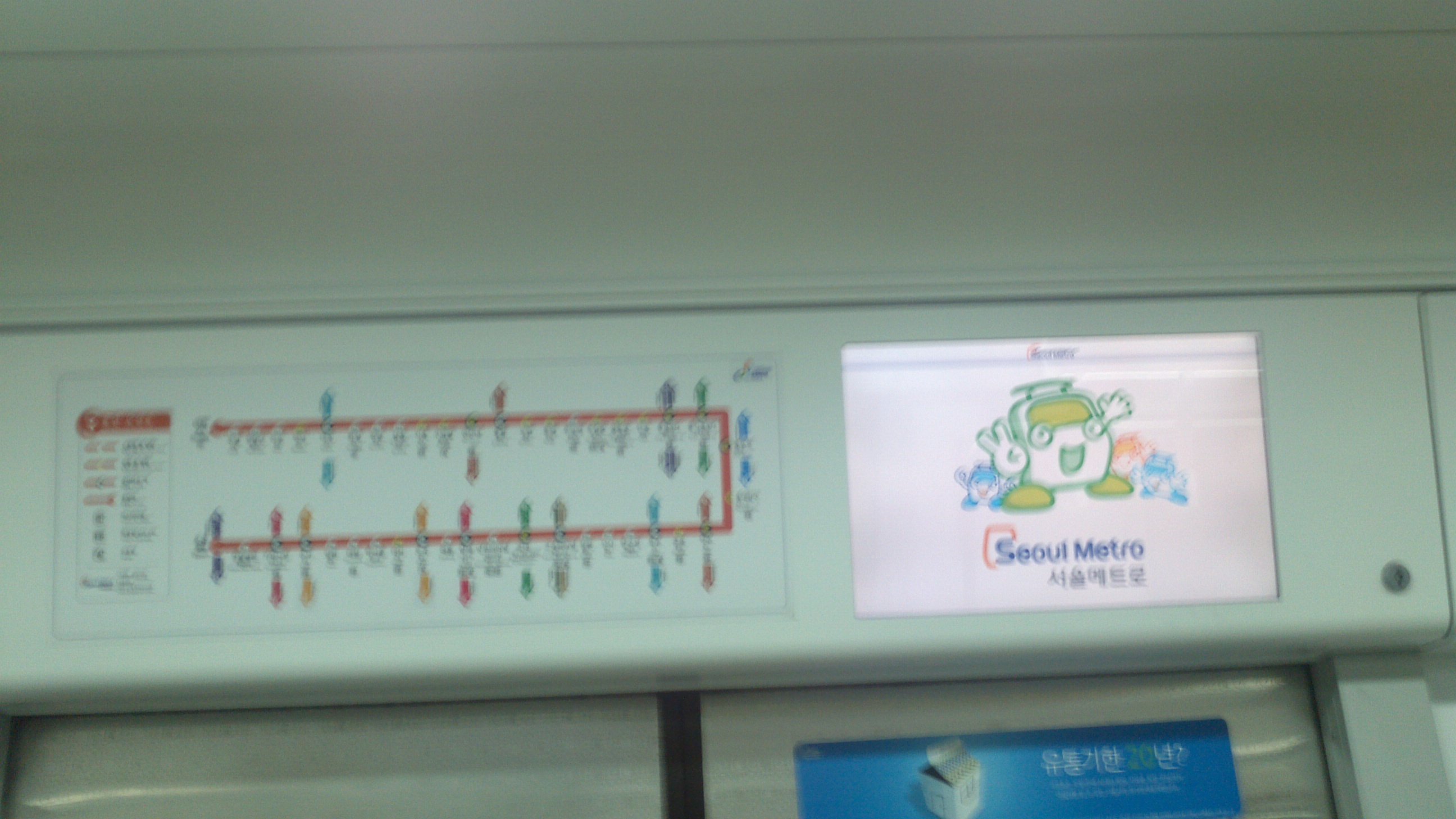
349편성 차량 실내 2

## 참고 문헌
- 川辺謙一 (2010년 3월 30일). 《「超」図説講義 鉄道のひみつ》 (일본어) 第1刷판. 学習研究社. ISBN 978-4-05-404512-5.
- 久保田博 (1992년 2월 13일). 《鉄道工学ハンドブック》 (일본어) 第4刷판. グランプリ出版. ISBN 4-87687-163-9.
- 久保田博 (1997년 2월 24일). 《鉄道車両ハンドブック》 (일본어) 初版판. グランプリ出版. ISBN 4-87687-178-7.
- 久保田博 (2003년 6월 16일). 《新版 鉄道用語事典》 (일본어) 初版판. グランプリ出版. ISBN 4-87687-247-3.
- 電気鉄道ハンドブック編集委員会, 편집. (2007년 2월 28일). 《電気鉄道ハンドブック》 (일본어) 初版第1刷판. コロナ社. ISBN 978-4-339-00787-9.
- 井上孝司 (2010년 5월 1일). 《車両研究で広がる鉄の世界》 (일본어) 第1版第1刷판. 秀和システム. ISBN 978-4-7980-2611-4.
- 昭和鉄道高等学校, 편집. (2007년 9월 21일). 《図解 鉄道のしくみと走らせ方》 (일본어) 第1刷판. かんき出版. ISBN 978-4-7612-6450-5.
- 高橋政士, 편집. (2006년 5월 30일). 《詳解鉄道用語辞典》 (일본어) 初版第1刷판. 山海堂. ISBN 4-381-08595-7.
- 齋藤晃 (2007년 4월 2일). 《蒸気機関車200年史》 (일본어) 初版第1刷판. NTT出版. ISBN ISBN 978-4-7571-4151-3 |isbn= 값 확인 필요: invalid character (도움말).
- 星川武, 편집. (2007년 6월 1일). 《図説 鉄道車両はこうして生まれる》 (일본어) 第2刷판. 学習研究社. ISBN 978-4-05-604648-9.

## 같이 보기
- 대한민국의 철도 차량